# New Super Mario Bros. 2
New Super Mario Bros. 2 (japanska: New スーパーマリオブラザーズ 2 Hepburn: Nyū Sūpā Mario Burazāzu Tsū?) är ett sidscrollande plattformsspel utvecklat av Nintendo EAD och utgivet av Nintendo till Nintendo 3DS. Det släpptes 28 juli 2012 i Japan, och sedan 17, 18 respektive 19 augusti 2012 i Europa, Australien och Nordamerika. Spelet är en direkt uppföljare till New Super Mario Bros. från 2006, och är totalt det tredje New Super Mario Bros.-spelet, efter New Super Mario Bros. Wii. En uppföljare, New Super Mario Bros. U släpptes senare samma år till Wii U.
I New Super Mario Bros. 2 har en större vikt lagts på att samla mynt än tidigare Super Mario-spel, med ett ultimat mål för spelaren på att samla en miljon stycken. Spelet har sammanställda poäng av 78,59 % på GameRankings och 78 av 100 på Metacritic.